# جونیائو ایرلاینز
جونیائو ایرلاینز (به انگلیسی: Juneyao Airlines) یک شرکت هواپیمایی با کد یاتا HO است که در تاریخ ۲۰۰۵ میلادی تأسیس شده‌است. دفتر مرکزی جونیائو ایرلاینز در شانگهای، چین واقع شده‌است و قطب این شرکت هواپیمایی در فرودگاه بین‌المللی شانگهای هونگچیائو قرار دارد و به ۷۰ مقصد، پرواز مستقیم انجام می‌دهد.